# 古明新则峰
古明新则峰（藏語：གུ་མིང་ཤིང་རྕེ།，罗马字母拼写：Kunmingxingzê Feng），位于中华人民共和国西藏自治区林芝市墨脱县境内的一座山峰，是中华人民共和国民政部第二批增补藏南地区公开使用地名中的一个。 该地位于中国与印度领土争议地区，实际位置位于印度阿鲁纳恰尔邦下桑朗县境内。